# Rise Up: Stories From Jamaica's Music Underground
Rise Up: Stories From Jamaica's Music Underground, ou simplesmente Rise Up, é um premiado documentário jamaicano de 2009, dirigido por Luciano Blotta, que relata a música underground da Jamaica.

## Sinopse
Em uma ilha onde o reggae é considerado a voz do povo e uma sobrevivência, três artistas aspirantes, Turbulence (um mestre carismático das letras, do gueto), Ice Anastasia (um privilegiado artista da zona residencial) e Kemoy (uma vocalista angelical, dos arredores da cidade) tentam emergir  entre as lendárias eminências que conseguiram ser os seus ícones antecessores. Nos guetos de onde o reggae nasceu, a música ainda é a fórmula principal para a expressão da juventude, que enfrenta as desigualdades, pobreza e violência. Este filme premiado combina entrevistas com os músicos locais underground, como músicos da elite jamaicana, e histórias dramáticas. "Rise Up" é uma celebração da luta e da superação do espírito humano, uma prova de que fé e coragem pode se realizar em uma terra onde a realidade não é vista, mas certamente cantada.

## Prêmios e Indicações
- Documentary Festival Amsterdam (IDFA) - Top Ten Audience Award[2]
- The Silver Docs - Melhor Documentário Sobre Música[2]
- Discovery Channel Film Festival  - Melhor Documentário Sobre Músic[2].